# ألمو أبوري (آيت مسروح الوسطى)
ألمو أبوري (ايت بن علي) هي بلدة تابعة لجماعة كرامة، إقليم ميدلت، جهة درعة تافيلالت في المملكة المغربية. تنتمي البلدة لمشيخة آيت مسروح الوسطى التي تضم 4 دواوير.
وهي من اقدم البلدات في المنطقة، يقدر عدد سكان ألمو ابوري بـ 3000 نسمة حسب الإحصاء الرسمي للسكان والسكنى لسنة 2004 ،وهي منطقة جبلية ،ولها سوق اسبوعي (الجمعة).

## روابط خارجية
- البوابة الوطنية للجماعات الترابية
- المندوبية السامية للتخطيط